# Gare de Saint-Étienne-Le Clapier
Pour les articles homonymes, voir Gare de Saint-Étienne.
La gare de Saint-Étienne-Le Clapier est une gare ferroviaire française de la ligne de Saint-Georges-d'Aurac à Saint-Étienne-Châteaucreux, située boulevard Pierre Mendès-France à Saint-Étienne, dans le département de la Loire, en région Auvergne-Rhône-Alpes.
Depuis 2006, c'est une halte ferroviaire de la Société nationale des chemins de fer français (SNCF) desservie par des trains TER Auvergne-Rhône-Alpes qui effectuent des missions entre Lyon et Firminy (ou Le Puy-en-Velay), via Saint-Étienne-Châteaucreux.

## Situation ferroviaire
Établie à 532 m d'altitude, la gare de Saint-Étienne-Le Clapier est située au point kilométrique (PK) 135,631 de la ligne de Saint-Georges-d'Aurac à Saint-Étienne-Châteaucreux, entre les gares de Saint-Étienne-Bellevue et gare de Saint-Étienne-Carnot. Elle était gare de bifurcation avec la ligne de St-Étienne-Le Clapier à La Béraudière.

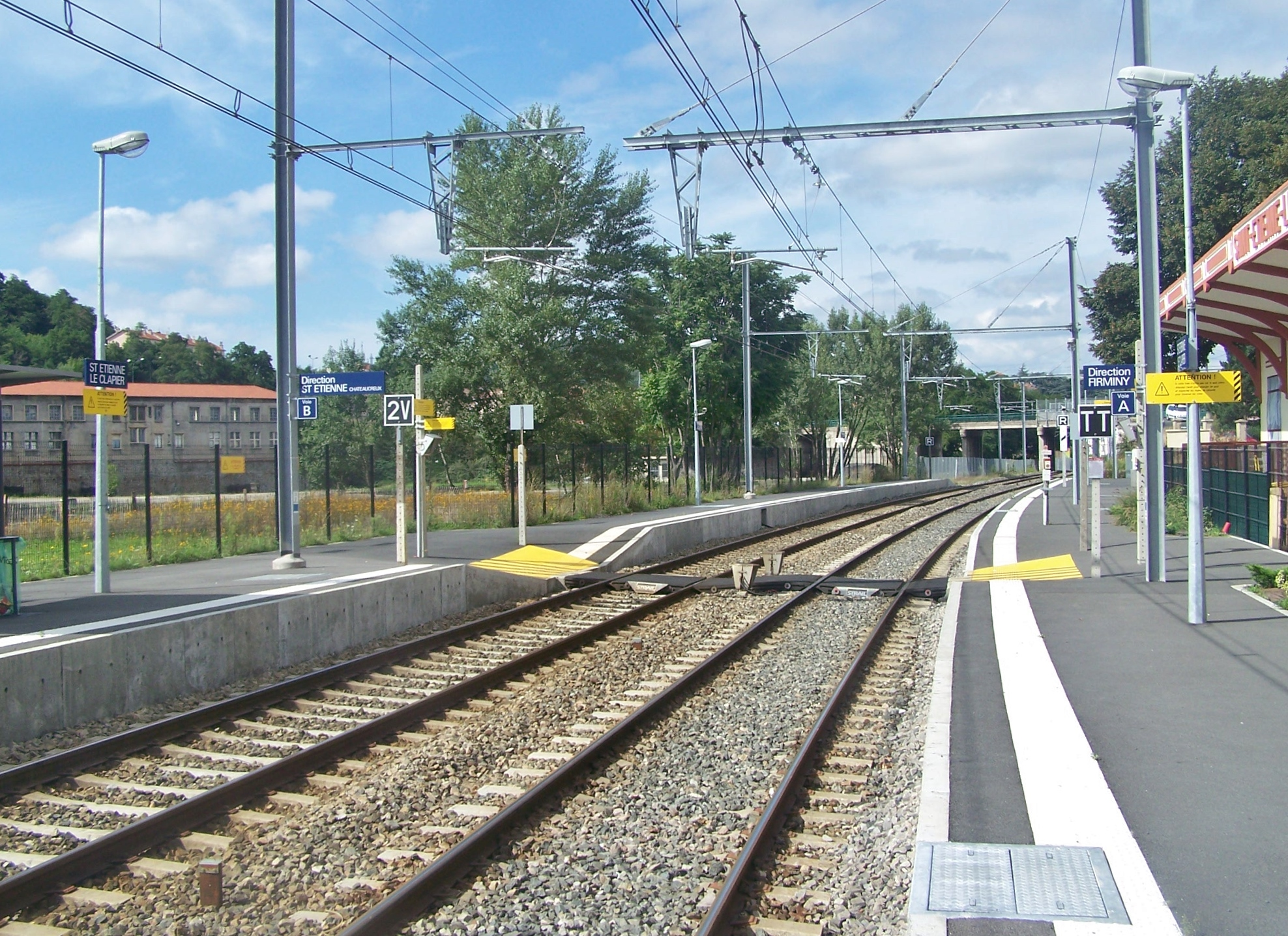
Quais et voies de la gare.

## Histoire
La construction de la « gare du Clapier » était liée à l'origine à l'exploitation minière du secteur des puits Châtelus ainsi qu'à l'existence de l'embranchement ferroviaire privé construit par  la Compagnie des mines de Saint-Étienne, mis en service dès 1846. Descendant de la Béraudière (La Ricamarie) et desservant la batterie de fours à coke des puits de Montmartre, cet embranchement transportait annuellement 100 000 tonnes de houille, ses vestiges sont toujours visibles sur le parc. 
Le nom provient du lieu-dit. 
En 1851, le plan incliné de la Béraudière-Montrambert est vendu à la Compagnie des chemins de fer de Saint-Étienne à Lyon et l'embranchement de Châteaucreux au Treuil (actuelle plaine Achille) est prolongé jusqu'au Clapier par le viaduc de Carnot. C'est au croisement de ces deux lignes qu'une première gare en bois est installée en 1857.

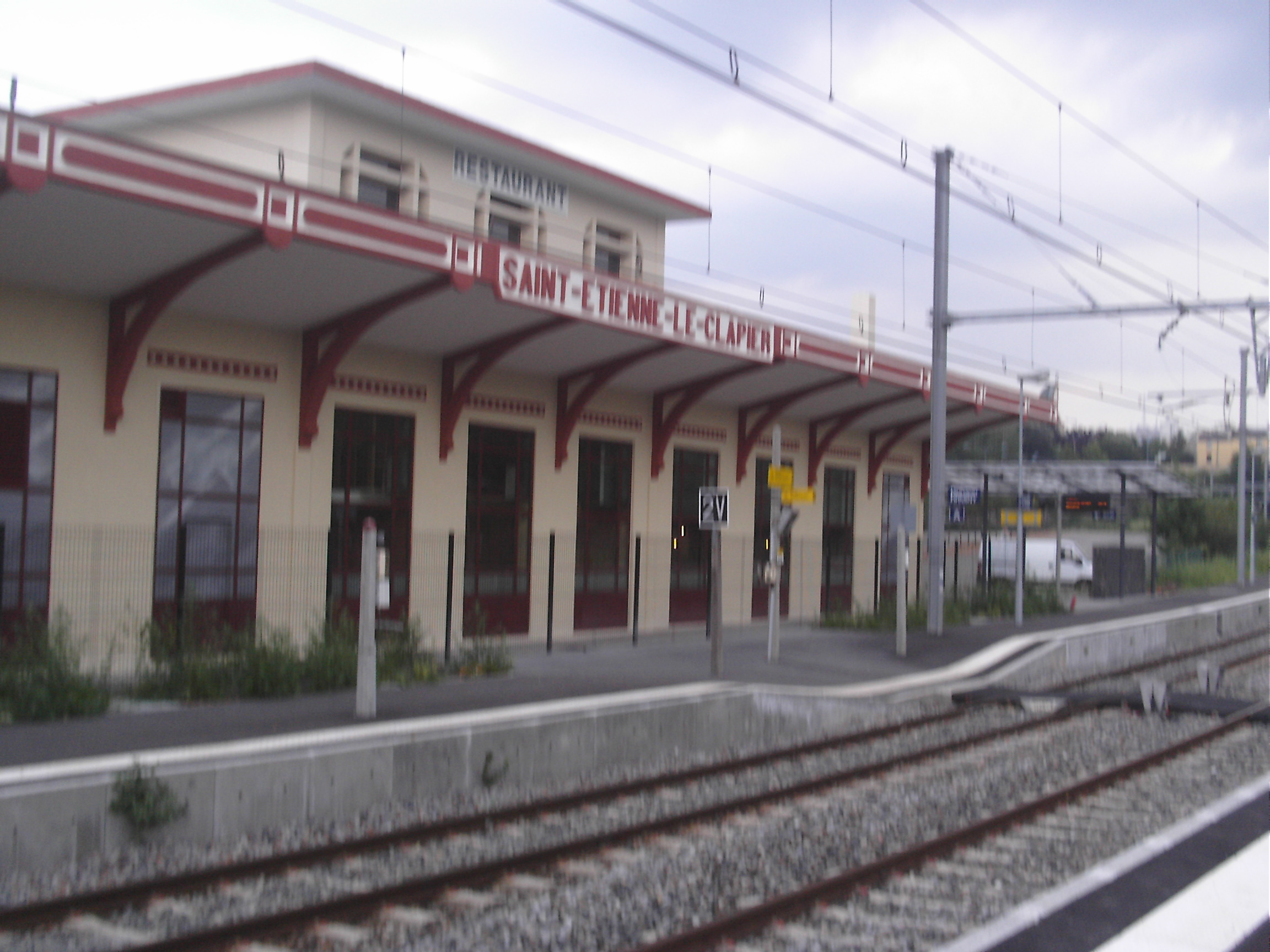
Bâtiment voyageurs.

L'exploitation ancienne et parfois clandestine des couches de charbon superficielles ainsi que la présence d'anciennes carrières remblayées ont entraîné de nombreux dégâts de surface. Le plus spectaculaire en 1866 voit une locomotive s'enfoncer dans une cavité de quatre mètres de profondeur.
Il est décidé en 1926 la construction d'une nouvelle gare prenant en compte le sous-sol minier (avec un système de vérins semblable à ceux utilisés à la gare de Châteaucreux) réalisée en béton armé sur deux niveaux.
Avec la fermeture successive des différents puits de mines la gare ferme en 1989, à la suite d'un incendie. Elle est laissée à l'abandon jusqu’en 2006, année où une rénovation est décidée. La gare devient une halte, les quais sont réaménagés et l'ancien bâtiment voyageurs est désaffecté et transformé en restaurant. Celui-ci ferme fin 2012.
En 2015, la gare avait une fréquentation de 70 018 voyageurs.
L'ancienne gare accueille depuis avril 2017 un centre d'art, une salle de spectacles et un restaurant.

## Service voyageurs

### Accueil
Halte SNCF, c'est un point d'arrêt non géré (PANG) à entrée libre, équipée d'abris de quais et de distributeurs automatiques de titres de transports TER.

### Desserte
Saint-Étienne-Le Clapier est desservie par des trains TER Auvergne-Rhône-Alpes qui effectuent des missions entre Lyon et Firminy, via Saint-Étienne-Châteaucreux, et entre Lyon et Le Puy-en-Velay.

### Intermodalité
Un parc pour les vélos et un parking pour les véhicules y sont aménagés. Un arrêt permet des correspondances : avec les bus du réseau STAS des lignes M2 et M7 en journée et la ligne S7 en soirée ainsi que la ligne régionale L16 du réseau Cars Région Loire. Enfin, une station d'autopartage Citélib est à disposition à proximité, avenue Augustin Dupré.

## À proximité
On trouve notamment le musée de la mine de Saint-Étienne, la maison de l'emploi (réalisée par Rudy Ricciotti), la médiathèque centrale de Tarentaize, l'École nationale supérieure d'architecture de Saint-Étienne et le Centre de Formations des Apprentis du BTP.